# Куфтино (Калужская область)
Куфтино— деревня в Медынском районе Калужской области, входит в  сельское поселение «Деревня Глухово». Располагается на востоке Медынского района
Стоит на берегах реки Бобольская. Рядом — деревни Слобода и Алешино.
Куфта — имя-прозвище, означавшее моток  льна.

## Население
| 2002 | 2010 |
| ---- | ---- |
| 9    | ↘0   |

## История
Известна с XV века, когда относилась к Бобольскому стану Боровского уезда.
В материалах дозора 1613 года значится «За боярином, за князем Борисом Михайловичем Лыковым… Кухтина, а в ней пашни паханые крестьянские три полуосмины, да по речке по Кщеме по берегу сена пять копен».
В 1782 году Кухтина и слобода на реке Кшома вместе с деревнями Алешина, Левина, Глухова и Реткина во владениях князя Василия Ивановича Долгорукова и Евдокии Александровны Зиновьевой.
В 1780 году В. И. Долгоруков выставлял на продажу свои деревни в Медынском уезде, в том числе и Кухтину с 504 крепостными в ней.
К 1859 году значилась как деревня 1-го стана Медынского уезда и насчитывала 33 двора и 328 жителей. После реформ 1861 года вошла в Глуховскую волость. К 1914 году население возросло до 391 человек, в деревне открылась земская школа.